# دانشگاه اتاکاما
دانشگاه اتاکاما (به اسپانیایی: Universidad de Atacama) یک دانشگاه در شیلی است که در کوپیاپو واقع شده‌است.